# Scolopendra inaequidens
Scolopendra inaequidens är en mångfotingart som beskrevs av Paul Gervais 1847. Scolopendra inaequidens ingår i släktet Scolopendra och familjen Scolopendridae. Inga underarter finns listade i Catalogue of Life.